# Angelo Vercesi
Angelo Anibal Vercesi (Catanduva, 23 giugno 1967) è un allenatore di pallavolo ed ex pallavolista brasiliano.
Giocava nel ruolo di palleggiatore. Ricopre il ruolo di allenatore del Bursa BB.

## Carriera

### Giocatore
La carriera di Angelo Vercesi si svolge dal 1989 al 1996 nell'Esporte Clube Pinheiros.

### Allenatore
Nel 1989 viene ingaggiato dall'Esporte Clube Pinheiros, come 1º allenatore delle selezioni giovanili. Dal 1997 svolge il ruolo di 2º allenatore per la prima squadra, vincendo un Campionato Paulista ed una Salonpas Cup; lascia il club nel 2005, dopo diciotto anni di militanza. Inizia a fare da assistente, 2º allenatore o preparatore atletico a José Roberto Guimarães, che segue per un biennio nella nazionale femminile brasiliana, vincendo il campionato sudamericano 2005, Grand Champions Cup 2005, due Montreux Volley Masters e due World Grand Prix, nel 2005 e nel 2006.
Nella stagione 2006-07 segue José Roberto Guimarães alla Robursport Volley Pesaro, continuando a coprire il ruolo di preparatore atletico, vincendo la Supercoppa italiana. Grazie agli impegni di José Roberto Guimarães con la nazionale brasiliana, la stagione seguente viene promosso 1º allenatore, vincendo nel corso della stagione la Coppa CEV e lo scudetto; al termine della stagione riceve il premio di miglior allenatore della Serie A1. Nella stagione 2008-09 torna a svolgere il ruolo di preparatore atletico e 2º allenatore, vincendo la Supercoppa italiana, la Coppa Italia ed il secondo scudetto consecutivo. Nel 2009-10, grazie al ritorno in Brasile di José Roberto Guimarães, ritorna a svolgere il ruolo di 1º allenatore, vincendo la terza Supercoppa italiana consecutiva; tuttavia, dopo l'eliminazione dalla Champions League, viene esonerato nel marzo del 2010.
Nella stagione 2010-2011 allena lo Ženski Odbojkaški Klub Split 1700 nella 1A Liga croata, con cui raggiunge la finale scudetto. Nella stagione 2011-12 viene ingaggiato dal Voleybol Klubu Bakı, con cui è finalista in Challenge Cup, mentre in campionato si classifica al terzo posto. Dopo una stagione di break, torna ad allenare nella stagione 2013-14, guidando l'Azəryol Voleybol Klubu. L'anno successivo viene ingaggiato a stagione in corso dal Forlì che tuttavia non riesce a salvare dalla retrocessione in Serie A2. Nel 2015-2016, dopo una prima parte di stagione che lo vede inattivo, viene richiamato dal club di Forlì in Serie A2.
Nel campionato 2016-17 firma in Turchia col Seramiksan.

## Palmarès

### Club
- Campionato italiano: 3

2007-08, 2008-09, 2009-10
- Coppa Italia: 1

2008-09
- Supercoppa italiana: 3

2006, 2008, 2009
- Coppa CEV: 1

2007-08
- Campionato Paulista: 1

1999
- Salonpas Cup: 1

2003

### Nazionale (competizioni minori)
- Montreux Volley Masters 2005
- Trofeo Valle d'Aosta 2005
- Coppa panamericana 2005
- Montreux Volley Masters 2006
- Trofeo Valle d'Aosta 2006
- Coppa panamericana 2006

### Premi individuali
- 2008 - Serie A1 italiana: Miglior allenatore